# Mănăstirea Bisericani
Mănăstirea Bisericani este o mănăstire ortodoxă situată în satul Bisericani, comuna Alexandru cel Bun, județul Neamț, România.